# Білий Бог (фільм, 2014)
«Білий Бог» (угор. Fehér isten) — драма 2014 року угорського режисера Корнеля Мундруцо про щиру дружбу між дівчинкою і її собакою. Картина була представлена в секції «Особливий погляд» Каннського кінофестивалю 2014 і отримала головний приз.

## Сюжет
Після розлучення своїх батьків дівчинка-підліток змушена вибирати, з ким залишитися. Мати поїхала до Австралії і невідомо, коли повернеться, тому героїня залишається з батьком. А він зовсім не радий її собаці — доброзичливій дворнязі Хагену. Але батько не знає, що саме цей пес допомагав героїні долати найскладніші моменти в її житті і був поруч, коли всі її покинули. Батько повідомляє, що пес не поставлений на облік, і за ним приїжджає санітарна інспекція, яка відвозить його в притулок разом з іншими такими ж дворнягами. Однак Хаген не збирається так просто здаватися. Він організовує масову втечу з притулку і збирається помститися людям за нелюдське ставлення до тварин.

## У ролях
- Жофія Пшотта — Лілі
- Шандор Жотер — батько Лілі
- Лілі Хорват — мами Лілі
- Сабольч Туроці — любитель собачих боїв
- Лілі Монорі — Бев
- Гергей Банкі — ловець бездомних собак
- Тамаш Полгар — ловець бездомних собак
- Карой Ашер — Петер
- Еріка Боднар — сусідка
- Янош Держі — безхатченко
- Едіт Фрайт — жінка-поліцейський
- Петер Готар — водій
- Ласло Гальффі — вчитель музики
- Корнель Мундруцо — власник ресторану[2]

## Цікаві факти
- На зйомках фільму було використано 274 собаки, що є світовим рекордом
- Всі задіяні у фільмі собаки (крім собак, які виконують Хагена) — справжні дворняги з притулків для тварин
- Хагена грають відразу 2 собаки — близнюки Люк і Боді[3]